# Pulaski (Geòrgia)
Pulaski és una població dels Estats Units a l'estat de Geòrgia. Segons el cens del 2000 tenia 261 habitants.

## Demografia
Segons el cens del 2000, Pulaski tenia 261 habitants, 73 habitatges, i 48 famílies. La densitat de població era de 126 habitants/km².
Dels 73 habitatges en un 28,8% hi vivien nens de menys de 18 anys, en un 49,3% hi vivien parelles casades, en un 11% dones solteres, i en un 34,2% no eren unitats familiars. En el 27,4% dels habitatges hi vivien persones soles el 15,1% de les quals corresponia a persones de 65 anys o més que vivien soles. El nombre mitjà de persones vivint en cada habitatge era de 2,62 i el nombre mitjà de persones que vivien en cada família era de 3,04.
Per edats la població es repartia de la següent manera: un 17,6% tenia menys de 18 anys, un 8% entre 18 i 24, un 20,3% entre 25 i 44, un 23,4% de 45 a 60 i un 30,7% 65 anys o més.
L'edat mediana era de 47 anys. Per cada 100 dones de 18 o més anys hi havia 136,3 homes.
La renda mediana per habitatge era de 26.667 $ i la renda mediana per família de 29.375 $. Els homes tenien una renda mediana de 23.393 $ mentre que les dones 20.208 $. La renda per capita de la població era d'11.446 $. Entorn del 16,7% de les famílies i el 15,7% de la població estaven per davall del llindar de pobresa.

## Poblacions més properes
El següent diagrama mostra les poblacions més properes.